# Wolfgang Sartorius von Waltershausen

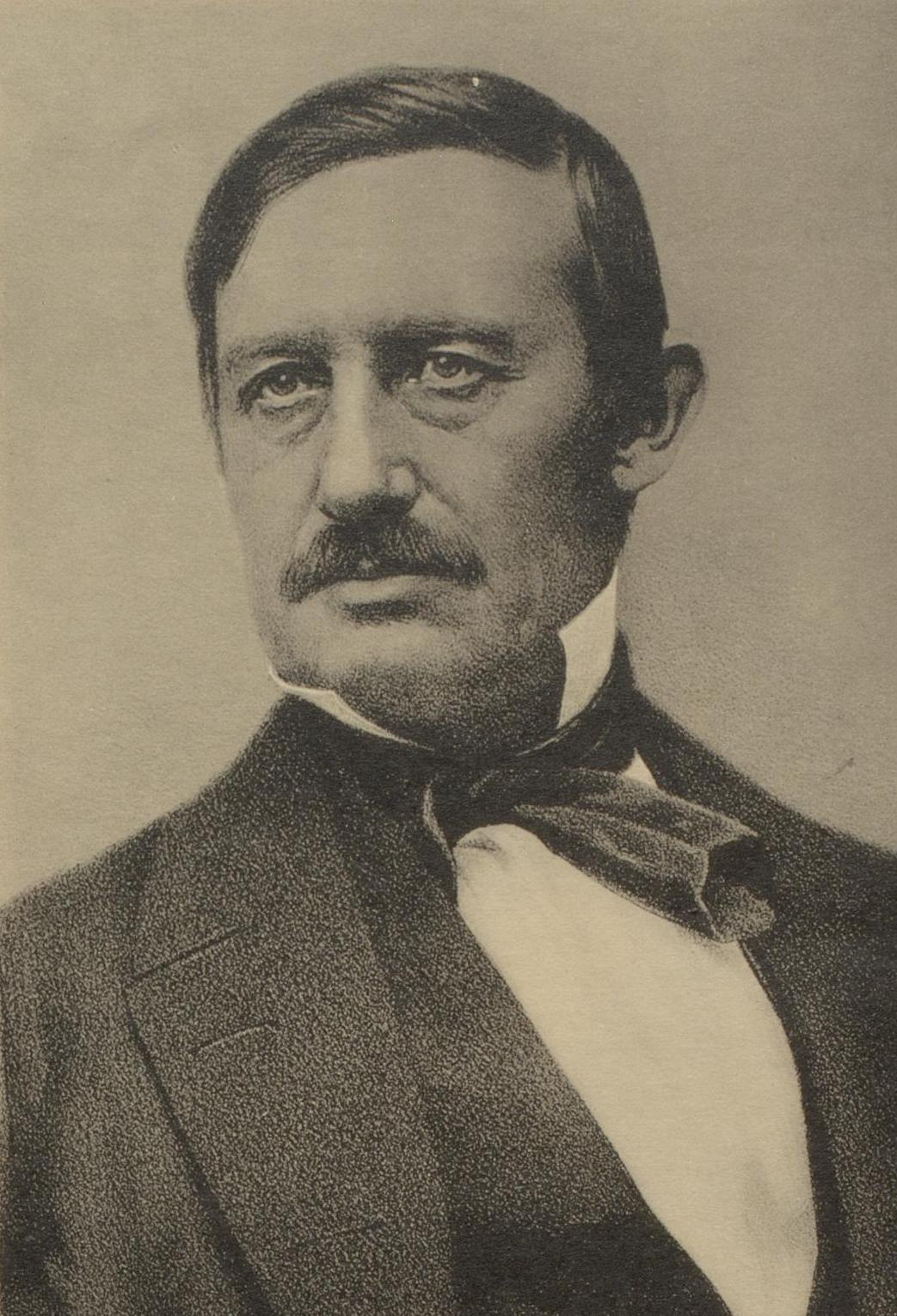
Wolfgang Sartorius von Waltershausen

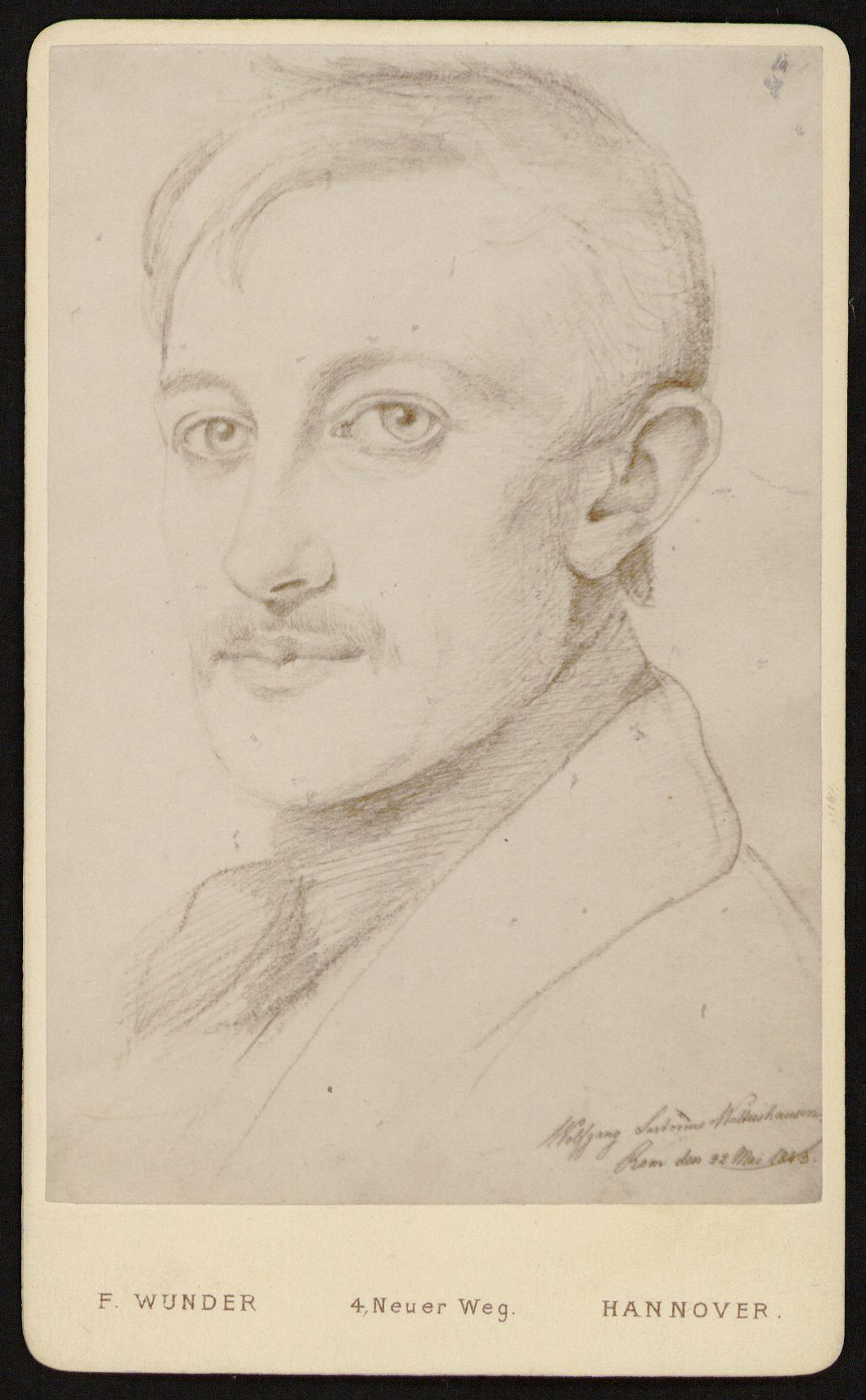
Wolfgang Sartorius von Waltershausen als Bleistiftzeichnung am 22. Mai 1843 in Rom porträtiert von August Kestner;
das Unikat als Carte de visite vervielfältigt von Friedrich Wunder in Hannover; Sammlung der Niedersächsischen Staats- und Universitätsbibliothek Göttingen

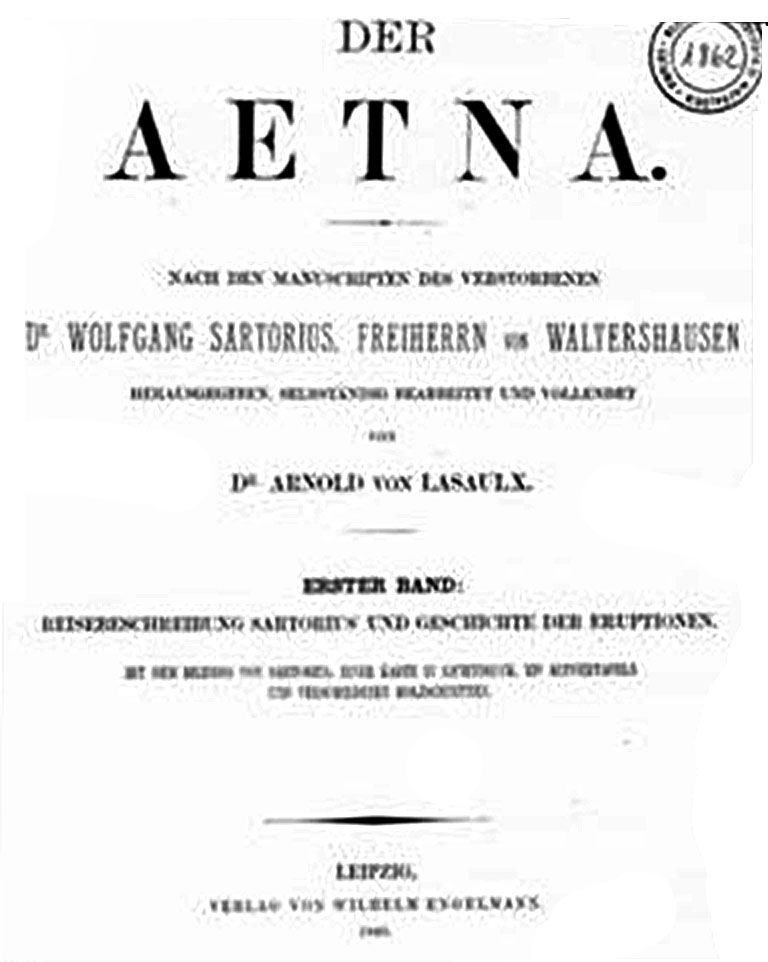
Titelseite von Der Aetna nach den Manuscripten des Verstorbenen Dr. Wolfgang Sartorius, Freiherrn von Waltershausen / herausgegeben, selbständig bearbeitet und vollendet von Dr. Arnold von Lasaulx. Erster Band. Leipzig, Verlag von Wilhelm Engelmann, 1880.

Freiherr Wolfgang Sartorius von Waltershausen (* 17. Dezember 1809 in Göttingen; † 16. März 1876 ebenda) war ein deutscher Geologe.

## Leben und Werk
Sartorius von Waltershausen studierte in Göttingen. Seine Aufmerksamkeit galt besonders den Naturwissenschaften, insbesondere der Mineralogie. Sein Vorname geht auf Johann Wolfgang von Goethe zurück, der eine enge Freundschaft mit seinen Eltern pflegte und sein Taufpate war. Sein Vater Georg Sartorius war Schriftsteller und Professor für Volkswirtschaftslehre und Geschichte an der Universität Göttingen. 
Sartorius von Waltershausen beteiligte sich an den erdmagnetischen Beobachtungen von Carl Friedrich Gauß, unter anderem auf einer Reise 1834/35 durch Europa, und erforschte dann bis 1843 den Vulkan Ätna auf Sizilien (teilweise gemeinsam mit Christian Peters). In seinem großen Atlas des Ätna (1858–1861) kartografierte er die Lavaströme aus vergangenen Jahrhunderten am Ätna. Auch die Vulkaninsel Island besuchte er zu geologischen Untersuchungen, 1846 u. a. begleitet von Robert Wilhelm Bunsen und Carl Bergmann, und stellte vergleichende Untersuchungen zum Ätna an (Physisch-geographische Skizze von Island 1847, Über die vulkanischen Gesteine in Sizilien und Island 1853, Geologischer Atlas von Island 1853). Dreißig Jahre lang bis zu seinem Tod hatte er die Professur für Geologie und Mineralogie an der Universität Göttingen. In seinem Essay Recherches sur les climats de l’époque actuelle et des époques anciennes von 1866 vertrat er die Ansicht, dass die Eiszeiten durch Änderungen der Form der Erdoberfläche verursacht würden. 1856 wurde er zum ordentlichen Mitglied der Göttinger Akademie der Wissenschaften gewählt. Im Jahr 1874 wurde er zum Mitglied der Leopoldina gewählt.

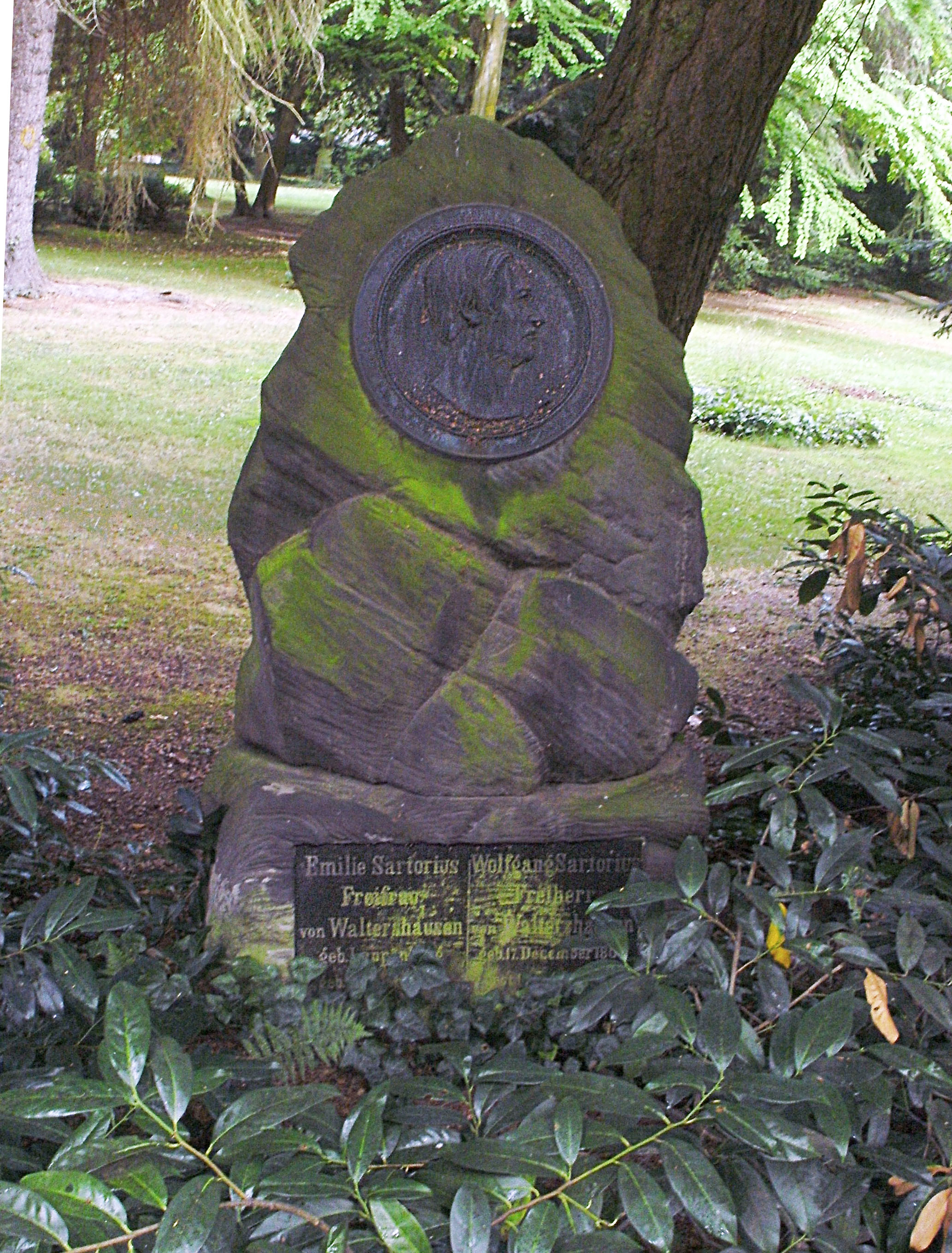
Grab auf dem Stadtfriedhof Göttingen

Im Alter war Sartorius von Waltershausen eng mit Carl Friedrich Gauß befreundet. Kurz nach dessen Tod veröffentlichte er die bekannte Schrift Gauss zum Gedächtnis. Sartorius von Waltershausen sprach im Auftrag der Universität bei Gauß’ Begräbnis. Die Anekdote über Gauß, der als Schüler seinen Lehrer durch das schnelle Zusammenzählen einer arithmetischen Reihe überrascht, und eines der bekanntesten Gauß-Zitate, „Die Mathematik ist die Königin der Wissenschaften, und die Arithmetik ist die Königin der Mathematik“, ist in dem Nachruf durch Sartorius von Waltershausen überliefert.
Die Erstbeschreibung des Minerals Argentopyrit 1866 geht auf Wolfgang Sartorius von Waltershausen zurück. Das Mineral Sartorit sowie der Waltershausen Gletscher (73° 52′ N, 24° 20′ W) und der Waltershausen Nunatak  (74° 15′ N, 26° 15′ W) im Nordost-Grönland-Nationalpark sind nach ihm benannt.

## Werke
- Ueber die submarinen vulkanischen Ausbrüche in der Tertiär-Formation des Val di Noto im Vergleich mit verwandten Erscheinungen am Aetna. Vandenhoeck und Ruprecht, Göttingen 1846 (archive.org).
- Über die vulkanischen Gesteine in Sicilien und Island und ihre submarine Umbildung. Dieterichsche Buchhandlung, Göttingen 1853 (archive.org).
- Erläuterungen zum geologischen Atlas von Island. Dieterichsche Buchhandlung, Göttingen 1853 (archive.org).
- Gauss zum Gedächtniss. S. Hirzel, Leipzig 1856 (archive.org).
- Der Aetna. 1858–1861.